# Mother Shipton

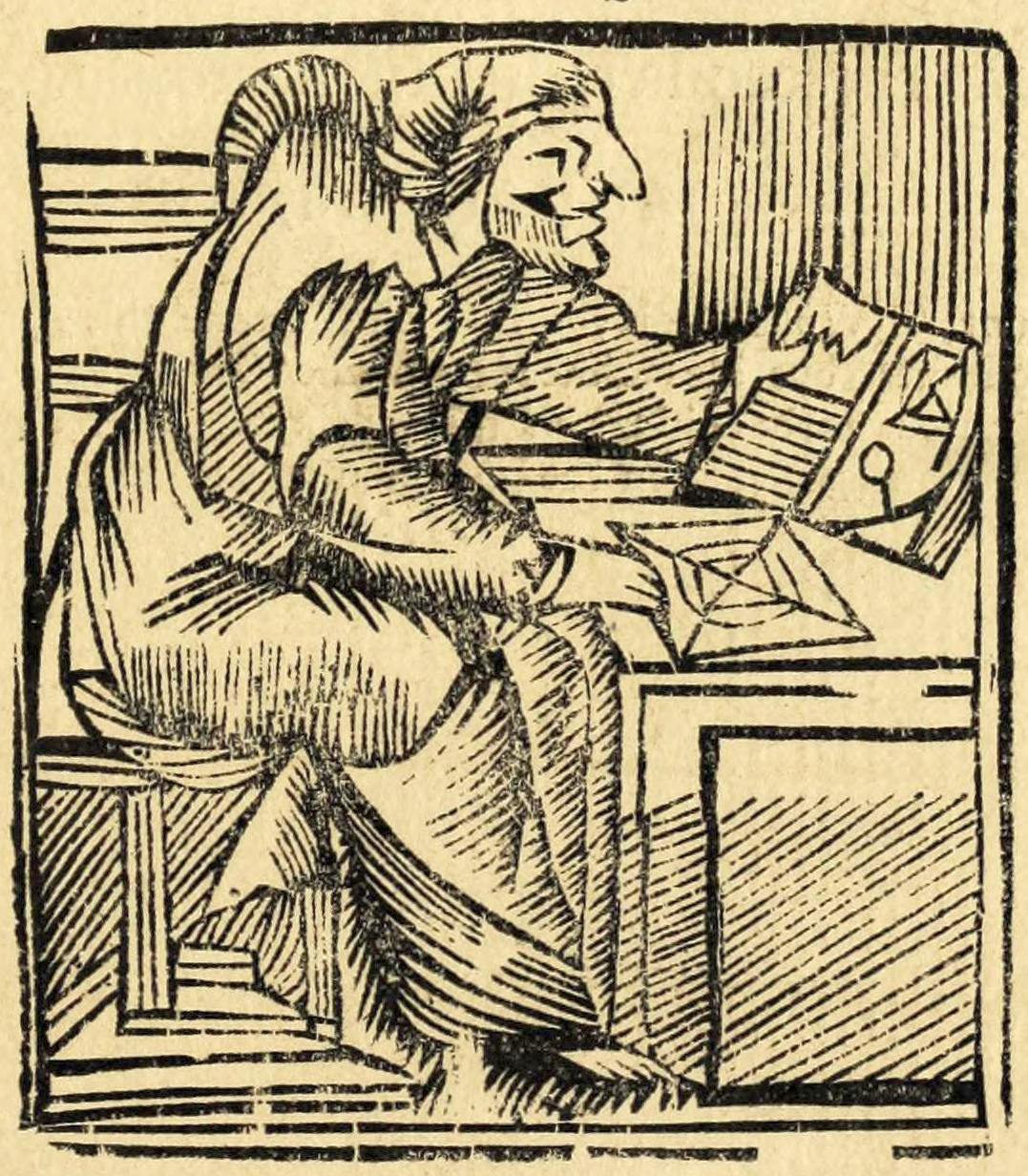
Tekening van onbekende datum

Mother Shipton (naar verluidt Knaresborough, circa 1488 — York, 1561) is een Engelse folklorefiguur, die vereenzelvigd wordt met Ursula Sontheil, een vermeende heks en waarzegster uit Noord-Engeland. Zij zou afkomstig geweest zijn uit Knaresborough, geboren in de grot die bekendstaat als Old Mother Shipton’s Cave. Of Mother Shipton daadwerkelijk bestaan heeft, is niet bewezen.

## Literaire verwijzingen
In 1684 verscheen een boek met profetieën die van haar hand geweest zouden zijn. Hierin werd beweerd dat ze anno 1512 met een timmerman genaamd Toby Shipton gehuwd zou zijn, en dat ze zeer lelijk waren. In de dagboeken van Samuel Pepys, die vóór de publicatie van dit boek geschreven werden, staat dat koning Karel II na de grote brand van Londen in 1666 zei dat de ‘profetie van Shipton’ uitgekomen was. Het is niet meer bekend, waarover Mother Shipton precies geschreven zou hebben in die vroegere editie, die uit 1641 moet stammen. 
Sedert 1641 zijn er ruim 50 verschillende edities verschenen van het veronderstelde boek met de voorspellingen van Shipton. Een van de oudste uitgaven zou zijn opgetekend uit de mond van ene Joanne Waller, die 94 jaar oud was en in haar jeugd Mother Shipton gekend zou hebben.

## Verhalen over haar leven
Ursula’s moeder zou Agatha geheten hebben en een wees zijn geweest. Zij was mogelijk een prostituee en werd op 15-jarige leeftijd zwanger. Ze werd voor de rechtbank gedaagd, maar kon de rechtszaak laten afgelasten doordat ze wist dat de rechter zelf twee van zijn dienstmeiden zwanger had gemaakt. In 1488 zou Agatha haar dochter in de grot aan de Nidd gebaard hebben, die thans een toeristische attractie is. Ursula Sontheil zou gedoopt zijn door de abt van de toenmalige kapittelkerk van Beverley.
Er bestaan verschillende verhalen over de jeugd van Mother Shipton, waarin ze zou kunnen toveren en klopgeestachtige verschijnselen teweegbrengen. Haar profetieën schijnen vooral plaatselijke gebeurtenissen te hebben betroffen; het taalgebruik is echter metaforisch van aard en staat open voor meerdere interpretaties. Zij voorspelde bijvoorbeeld dat ‘de hoogste steen van de Drievuldigheidskerk in York de laagste zal worden’. Ietwat later is de torenspits van deze kerk in een storm afgebroken, hetgeen als bewijs voor de voorspelling werd aangezien. Ook dat een burgemeester van York neergestoken zou worden wanneer hij in de tuin van een kapittelkerk zou wonen, zou door haar voorspeld zijn geweest.
Haar bekendste voorspelling betreft de ondergang van kardinaal Thomas Wolsey: ‘Hij zal de stad York aanschouwen, maar haar nimmer bereiken’. Volgens de legende had Wolsey van haar voorspellingen gehoord, zwoer dat hij haar op de brandstapel zou laten terechtstellen en stuurde drie edellieden naar het huis van Mother Shipton. Zij gooide hierop haar sjaal in het haardvuur, maar deze wilde niet branden; daarop verklaarde ze dat zijzelf niet in het vuur terecht zou komen. Kort vóór Wolseys aankomst in York werd hij naar Londen teruggeroepen en veroordeeld wegens hoogverraad.
Door toedoen van het poëtische, vage taalgebruik zijn vele andere, aan Mother Shipton toegeschreven verzen in de loop der eeuwen geïnterpreteerd als accurate voorspellingen, gaande van Elizabeth I (‘the Maiden Queen’) over de personele unie tussen Engeland en Schotland, tot zelfs het internet, treinen en duikboten:
Around the world thoughts shall fly
In the twinkling of an eye
[...]
Through hills men shall ride
And no horse or ass be by their side;
Under water men shall walk,
Shall ride, shall sleep, shall talk;
In the air men shall be seen,
In white, in black and in green.
Zoals met alle teksten die aan Mother Shipton worden toegedicht, valt ook van deze passages de authenticiteit niet meer vast te stellen.
Mother Shipton zou in 1561 ergens aan de rand van York in ongewijde aarde begraven zijn.

## Vervalsingen en culturele referenties
Een boek uit 1862, van de hand van Charles Hindley, beweerde dat Mother Shipton voorspeld had dat de wereld anno 1881 zou vergaan: ‘The world to an end shall come in eighteen hundred and eighty-one’. Dit is evenwel geen 16de-eeuws Engels: toentertijd zou men bijvoorbeeld voor het getal 81 ‘one and eighty’ gezegd hebben. Hindley gaf later ook toe dat hij het citaat zelf verzonnen had.
Mother Shipton zou de val van Kardinaal Wolsey en de opheffing van de kloosters onder Hendrik VIII hebben voorspeld. Ofschoon niet eens bewezen is dat ze ooit bestaan heeft, is zij een populaire figuur uit het volksgeloof geworden. In Knaresborough bestaat nog steeds een pub met haar naam, en varianten op de figuur van Mother Shipton zijn onderdeel van het jaarlijkse pantomimeseizoen geworden. Dat Mother Shipton deel van de Engelse folklore is geworden, kan men tevens merken aan het feit dat een vermeende heks uit Long Compton in Oxfordshire, die opduikt in een gedicht van William Compton omtrent de steencirkel van de Rollright Stones, eveneens Mother Shipton wordt genoemd.
Een mot genaamd mi-vlinder wordt in Engelstalige landen ‘Mother Shipton moth’ genoemd, omdat de tekeningen op haar vleugels op de karikaturale voorstelling van een heks lijken, zoals die in pantomimes opgevoerd wordt.